# Rijst, een dagelijkse zorg
Rijst, een dagelijkse zorg was van 13 mei 1966 tot en met 29 januari 1967 een grote tentoonstelling in de centrale lichthal van het Tropenmuseum. 
Deze tentoonstelling sloot aan op het besluit van de Voedsel- en Landbouworganisatie (FAO) het jaar 1966 uit te roepen tot 'Internationaal Rijstjaar', dit in het kader van de wereldwijde strijd tegen de honger. Het Tropenmuseum trachtte daarom voor een van de belangrijkste voedselgewassen ter wereld naast de technische aspecten van verbouw en consumptie ook de historische, maatschappelijke en culturele context te geven.
In het deel 'Dagelijkse zorg' werd aandacht besteed aan de oorsprong en vroege geschiedenis van de rijst als cultuurgewas, de kenmerken en eigenschappen van de plant zelf, de traditionele rijstbouw op droge en natte velden, het zaaien, uitplanten en het irrigeren en nat houden van ingedamde perceeltjes (in Indonesië bekend als sawahs), het oogsten, dorsen, stampen, wannen en de opslag van de rijst in schuren, lemen vaten of silo's. 
In "Rijst en sociale organisatie' kwamen onder meer de arbeidsverdeling en de plaatselijke waterschappen aan de orde, in 'Rijst en religie' de mythologie, godsdienstige voorstellingen en rituelen. Eveneens werd op de expositie aandacht besteed aan de voedingswaarde van de rijstmaaltijd, witte rijst en zilvervliesrijst, met rijst samenhangende deficiëntieziekten zoals beriberi en de bijproducten van rijst, zoals rijstolie, het economisch aanwendbare kaf (brandstof, schuurmiddel) en sake. Ten slotte werden in 'Modernisering en verhoging van de rijstproductie' enkele mondiale thema's behandeld: bevolkingstoename, voedseltekorten, mechanisatie van grootschalige rijstbouw, de positie van de boer, selectie en kunstmest.
De honderden voorwerpen op de tentoonstelling kwamen uit eigen bezit en van het Rijksmuseum voor Volkenkunde in Leiden, het Museum voor Land- en Volkenkunde in Rotterdam en het Überseemuseum in Bremen. Bruikleengevers waren ook de firma R.S. Stokvis & Zonen N.V. te Rotterdam die een rijstpellerij bouwde, de Landbouwhogeschool Wageningen en een aantal particulieren. De opening werd verricht door O.V. Wells, adjunct-directeur van de FAO in Rome.
Bij de tentoonstelling verscheen een geïllustreerd boek zonder nummercatalogus. De auteur is niet vermeld.

## Publicatie
- Rijst, een dagelijkse zorg. Amsterdam: Tropenmuseum, 1966